# Мелена-дель-Сур

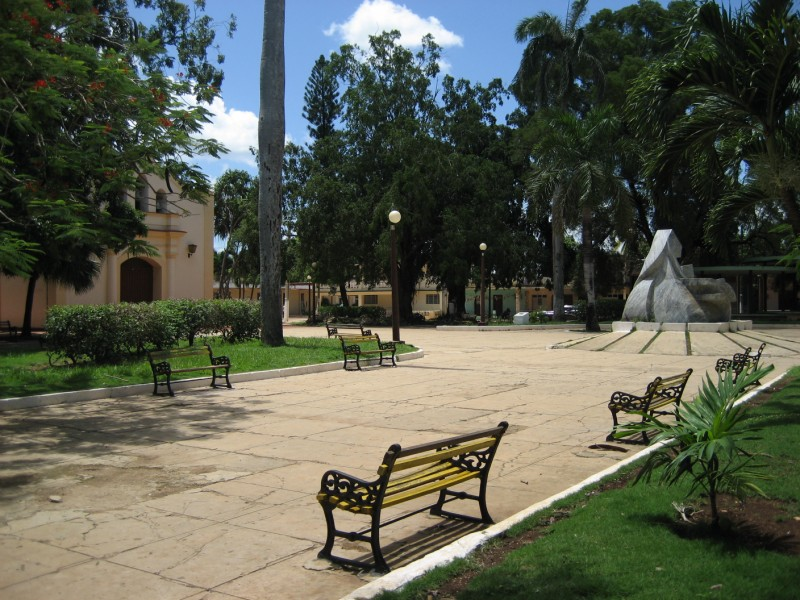
Melena del Sur

Меле́на-дель-Сур (исп. Melena del Sur) — муниципалитет и город в провинции Маябеке на Кубе. Город основан в 1768 году.
Площадь муниципалитета составляет 228,46 км². Численность населения муниципалитета в 2008 году — 20 386 человек, а плотность — 89,1 чел./км².

## Демография
Численность населения муниципалитета 20 386 человек (по состоянию на 2008 год). С 1953 года население возросло на треть.
| 1899 | 1907 | 1919   | 1931   | 1943   | 1953   |
| ---- | ---- | ------ | ------ | ------ | ------ |
| 3207 | 7836 | 11 331 | 12 098 | 13 431 | 14 529 |

## Административно-территориальное деление
Муниципалитет Мелена-дель-Сур поделён на районы: Байямо, Чаркас, Коста-де-Гуара, Коста-де-Мелена, Лечугас, Навио, Понсе, Пуэбло, Пуэбло-де-Гуара, Руис и Сан-Хулиан.

### Динамика численности населения муниципалитета
| №   | район                             | 1919   | 1931   | 1943   |
| --- | --------------------------------- | ------ | ------ | ------ |
| 1.  | Байямо (Bayamo)                   | 330    | 397    | 384    |
| 2.  | Коста-де-Гуара (Costa de Guara)   | 508    | 558    | 562    |
| 3.  | Коста-де-Мелена (Costa de Melena) | 1198   | 1134   | 1432   |
| 4.  | Чаркас (Charcas)                  | 1307   | 1563   | 1767   |
| 5   | Лечугас (Lechugas)                | 1589   | 1631   | 1854   |
| 6.  | Навио (Navío)                     | 550    | 688    | 684    |
| 7.  | Понсе (Ponce)                     | 354    | 369    | 311    |
| 8.  | Пуэбло (Pueblo)                   | 2608   | 2941   | 3487   |
| 9.  | Пуэбло-де-Гуара (Pueblo de Guara) | 1724   | 1557   | 1653   |
| 10. | Руис (Ruiz)                       | 349    | 402    | 373    |
| 11. | Сан-Хулиан (San Julián)           | 814    | 858    | 797    |
|     | Мелена-дель-Сур в целом           | 11 331 | 12 098 | 13 304 |

## Интересные факты
- Будущий кубинский лидер Фидель Кастро после окончания Юридического факультета Гаванского университета вел и выиграл дело крестьянской семьи из Мелена-дель-Сур, которую хотели выгнать с принадлежавшей ей земли владельцы сахарного завода «Мерседитас»[5][6].
- В 2000 году здесь была открыта одной из первых в стране Школа срочной подготовки учителей начальных классов[7].